# Condado de Yadkin
El condado de Yadkin (en inglés: Yadkin County, North Carolina), fundado en 1850, es uno de los 100 condados del estado estadounidense de Carolina del Norte. En el año 2000 tenía una población de 36 348 habitantes con una densidad poblacional de 42 personas por km². La sede del condado es Yadkinville.

## Historia
El condado fue formado en 1850, en la parte del Condado de Surry al sur del río de Yadkin , por el que fue nombrado.

## Geografía
Según la Oficina del Censo, el condado tiene un área total de 873 km² (337,1 mi²), de la cual 870 km² (335,9 mi²) es tierra y 5 km² (1,9 mi²) es agua.

### Municipios
El condado se divide en doce municipios: 
Municipio de Boonville, Municipio de Deep Creek, Municipio de East Bend, Municipio de Forbush, Municipio de North Buck Shoals, Municipio de North Fall Creek, Municipio de North Knobs, Municipio de North Liberty, Municipio de South Buck Shoals, Municipio de South Fall Creek, Municipio de South Knobs y Municipio de South Liberty.

### Condados adyacentes
- Condado de Surry norte
- Condado de Forsyth este
- Condado de Davie sursureste
- Condado de Iredell sursudoeste
- Condado de Wilkes oeste

## Demografía
En el 2000 la renta per cápita promedia del condado era de $36 660, y el ingreso promedio para una familia era de $43 758. El ingreso per cápita para el condado era de $18 576. En 2000 los hombres tenían un ingreso per cápita de $29 589 contra $22 599 para las mujeres. Alrededor del 10.00% de la población estaba bajo el umbral de pobreza nacional.

## Lugares

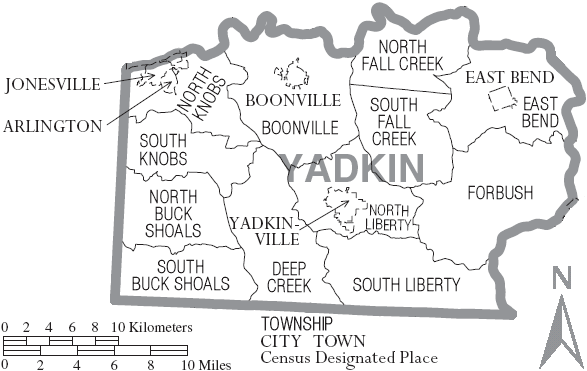
Mapa del Condado de Yadkin en Carolina del Norte con sus municipios

### Ciudades y pueblos
- Boonville
- East Bend
- Jonesville
- Yadkinville

### Ciudades del pasado
Estas ciudades se incorporaron a la vez :
- Arlington, se fusionó con Jonesville en 2001.
- Hamptonville, fundado en 1818.
- Huntsville, incorporada en 1792.
- shore, incorporada desde 1903 hasta 1911.
- Smithtown, incorporada en 1924.

### Comunidades no Incorporadas
| - Barney Hill - Branon - Buck Shoals - Center - Brooks' Crossroads | - Courtney - Enon - Flint Hill - Footville - Forbush | - Hamptonville - Huntsville - Lone Hickory - Longtown - Marler | - Richmond Hill - Swan Creek - Union Hill - Windsor's Crossroads - Wyo |